# Turchia al Turkvision Song Contest
La Turchia ha partecipato a tutte le edizioni del Turkvision Song Contest a partire dal debutto del concorso nel 2013. La rete che cura le varie partecipazioni è la Kral TV. Vanta un 3º posto guadagnato nel concorso del 2015.

## Partecipazioni
- Primo posto
- Secondo posto
- Terzo posto
- Ultimo posto

| Anno | Artista             | Canzone             | Posizione           | Punti               | Note                |
| ---- | ------------------- | ------------------- | ------------------- | ------------------- | ------------------- |
| 2013 | Manevra             | "Sen, Ben, Biz"     | 6                   | 187                 |                     |
| 2014 | Funda Kiliç         | "Hoppa"             | 15                  | 128                 |                     |
| 2015 | Görkem Durmaz       | "Hirçin Sular"      | 3                   | 175                 |                     |
| 2017 | Edizione cancellata | Edizione cancellata | Edizione cancellata | Edizione cancellata | Edizione cancellata |
| 2020 | Ertan & İsrafil     | Ne yaptıysam olmadı | 12                  | 179                 |                     |